# Truplaya rubricoxa
Truplaya rubricoxa är en tvåvingeart som först beskrevs av Loïc Matile 1972.  Truplaya rubricoxa ingår i släktet Truplaya och familjen platthornsmyggor.
Artens utbredningsområde är Madagaskar. Inga underarter finns listade i Catalogue of Life.